# Diribe Welteji
Diribe Welteji (en amárico: ድርቤ ወልተጂ, 13 de mayo de 2002) es una deportista etíope que compite en atletismo, especialista en las carreras de mediofondo.
Ganó una medalla de plata en el Campeonato Mundial de Atletismo de 2023, una medalla de plata en el Campeonato Mundial de Atletismo en Pista Cubierta de 2025 y una medalla de oro en el Campeonato Mundial de Atletismo en Ruta de 2023.
Participó en dos Juegos Olímpicos de Verano, en los años 2020 y 2024, ocupando el cuarto lugar en París 2024, en la carrera de 1500 m.

## Palmarés internacional
| Campeonato Mundial                   | Campeonato Mundial | Campeonato Mundial | Campeonato Mundial |
| Año                                  | Lugar              | Medalla            | Prueba             |
| ------------------------------------ | ------------------ | ------------------ | ------------------ |
| 2023                                 | Budapest (Hungría) | Medalla de plata   | 1500 m             |
| Campeonato Mundial en Pista Cubierta |                    |                    |                    |
| Año                                  | Lugar              | Medalla            | Prueba             |
| 2025                                 | Nankín (China)     | Medalla de plata   | 1500 m             |
| Campeonato Mundial en Ruta           |                    |                    |                    |
| Año                                  | Lugar              | Medalla            | Prueba             |
| 2023                                 | Riga (Letonia)     | Medalla de oro     | Milla              |